# Desmopterella esme
Desmopterella esme är en insektsart som beskrevs av Kevan, D.K.M. 1970. Desmopterella esme ingår i släktet Desmopterella och familjen Pyrgomorphidae. Inga underarter finns listade i Catalogue of Life.